# Sydkorea i olympiska sommarspelen 1976
Sydkorea deltog i de olympiska sommarspelen 1976 med en trupp bestående av 50 deltagare, 38 män och tolv kvinnor, vilka deltog i 27 tävlingar i fem sporter. Landet slutade på 19:e plats i medaljligan, med en guldmedalj och sex medaljer totalt.

## Medaljer
| Medalj | Namn                               | Sport      | Gren                |
| ------ | ---------------------------------- | ---------- | ------------------- |
| 1      | Yang Jung-Mo                       | Brottning  | Fjädervikt, fristil |
| 2      | Chang Eun-Kyung                    | Judo       | Lättvikt            |
| 3      | Jeon Hae-Sup                       | Brottning  | Flugvikt, fristil   |
| 3      | Park Young-Chul                    | Judo       | Mellanvikt          |
| 3      | Cho Jea-Ki                         | Judo       | Öppen klass         |
| 3      | Sydkoreas damlandslag i volleyboll | Volleyboll | Damernas turnering  |

## Boxning
Lätt flugvikt
- Park Chan-Hee
  1. Första omgången – Besegrade Abderahim Najim (MAR), DSQ-3
  2. Andra omgången – Besegrade Alican Az (TUR), 5:0
  3. Kvartsfinal – Lost to Jorge Hernández (CUB), 2:3

## Brottning
Herrarnas fristil
| Idrottare     | Gren  | Omgång 1                              | Omgång 2                               | Omgång 3                                 | Omgång 4                               | Omgång 5                    | Sista omgången                                                                       |
| Idrottare     | Gren  | Motståndare Resultat                  | Motståndare Resultat                   | Motståndare Resultat                     | Motståndare Resultat                   | Motståndare Resultat        | Motståndare Resultat                                                                 |
| ------------- | ----- | ------------------------------------- | -------------------------------------- | ---------------------------------------- | -------------------------------------- | --------------------------- | ------------------------------------------------------------------------------------ |
| Kim Hwa-Kyung | 48 kg | Li Yong-Nam (PRK) 10-11               | Jorge Frías (MEX) Vinst genom fall     | Miguel Alonso (CUB) 38-11                | Sobhan Rouhi (IRI) Vinst genom fall    | Hasan Isaev (BUL) 13-16     | Gick inte vidare                                                                     |
| Jeon Hae-Sup  | 52 kg | Habib Fattahi (IRI) Vinst genom fall  | Emille Kitnurse (ISV) Vinst genom fall | Giuseppe Bognanni (ITA) Vinst genom fall | Henrik Gál (HUN) 15-8                  | Nermedin Selimov (BUL) 10-3 | Yuji Takada (JPN) · Förlust genom fall · Aleksandr Ivanov (URS) · Förlust genom fall |
| Jung Youn-Ok  | 57 kg | Georgios Hatziioannidis (GRE) 26-28   | Michael Barry (CAN) 11-9               | Ramezan Kheder (IRI) 9-24                | Gick inte vidare                       | Gick inte vidare            | Gick inte vidare                                                                     |
| Yang Jung-Mo  | 62 kg | Egon Beiler (CAN) 18-7                | Helmut Strumpf (GDR) Vinst genom fall  | Vehbi Akdağ (TUR) 17-6                   | Eduard Giray (FRG) Vinst genom fall    | Bye                         | Gene Davis (USA) · Vinst genom fall · Zevegiin Oidov (MGL) · 8-10                    |
| Ko Jin-Won    | 68 kg | Segundo Olmedo (PAN) Vinst genom fall | Zsigmond Kelevitz (AUS) 8-11           | Tsedendambyn Natsagdorj (MGL) 6-9        | Gick inte vidare                       | Gick inte vidare            | Gick inte vidare                                                                     |
| Yoo Jae-Kwon  | 74 kg | Kiro Ristov (YUG) 16-2                | Dan Karabin (TCH) 6-16                 | Brian Renken (CAN) 12-9                  | Jiichiro Date (JPN) Förlust genom fall | Gick inte vidare            | Gick inte vidare                                                                     |

Herrarnas grekisk-romersk
| Idrottare       | Gren  | Omgång 1                                  | Omgång 2                             | Omgång 3                                          | Omgång 4                                     | Omgång 5             | Sista omgången       |
| Idrottare       | Gren  | Motståndare Resultat                      | Motståndare Resultat                 | Motståndare Resultat                              | Motståndare Resultat                         | Motståndare Resultat | Motståndare Resultat |
| --------------- | ----- | ----------------------------------------- | ------------------------------------ | ------------------------------------------------- | -------------------------------------------- | -------------------- | -------------------- |
| Lee In-Chang    | 48 kg | Stefan Angelov (BUL) 6-20                 | Dietmar Hinz (GDR) 12-16             | Gick inte vidare                                  | Gick inte vidare                             | Gick inte vidare     | Gick inte vidare     |
| Baek Seung-Hyun | 52 kg | Julien Mewis (BEL) Vinst genom passivitet | Bilal Tabur (TUR) 9-6                | Antonio Caltabiano (ITA) Förlust genom passivitet | Vitali Konstantinov (URS) Förlust genom fall | Gick inte vidare     | Gick inte vidare     |
| An Han-Young    | 57 kg | Yoshima Suga (JPN) 5-6                    | Mihai Boţilă (ROU) 0-8               | Gick inte vidare                                  | Gick inte vidare                             | Gick inte vidare     | Gick inte vidare     |
| Choi Kyung-Soo  | 62 kg | Bye                                       | Pekka Hjelt (FIN) Förlust genom fall | Ion Păun (ROU) Förlust genom fall                 | Gick inte vidare                             | Gick inte vidare     | Gick inte vidare     |
| Kim Hae-Myung   | 68 kg | Takeshi Kobayashi (JPN) Vinst genom fall  | Ștefan Rusu (ROU) Förlust genom fall | Jacques van Lancker (BEL) Vinst genom fall        | Andrzej Supron (POL) Förlust genom fall      | Gick inte vidare     | Gick inte vidare     |